# 돈주고 못사는 것
〈돈주고 못사는 것〉는 이용이 1992년 발표한 가요이다.